# Лісіна Світлана Омелянівна
 Лісіна Світлана Омелянівна (нар. 10 квітня 1958) — кандидат історичних наук, доцент кафедри соціальних комунікацій та інформаційної діяльності Інституту гуманітарних та соціальних наук Національного університету «Львівська політехніка» .

## Життєпис
У 1982 р. закінчила Київський державний інститут культури ім. О. Є. Корнійчука за спеціальністю бібліотекознавство та бібліографія та отримала кваліфікацію «бібліотекар-бібліограф».
У 2008 р. захистила кандидатську дисертацію на тему: "Військово-організаційна діяльність ОУН 1929—1939 рр.: (документознавчий аспект) за спеціальністю 20.02.22 — військова історія.
Науковий керівник: кандидат історичних наук, доцент Гаврилів Ігор Омелянович, доцент кафедри історії, теорії та практики культури Національного університету «Львівська політехніка»
- 1976—1992 рр. — бібліотекар—головний методист Львівської обласної наукової бібліотеки для дорослих;
- 1992—2003 рр. — викладач документознавства та бібліотечних дисциплін Львівського училища культури та мистецтв;
- 2004—2011 рр. — викладач документознавчих дисциплін кафедри історії, теорії та практики культури НУ «Львівська політехніка»;
- з серпня 2011 р. — доцент кафедри СКІД.

Загальний стаж роботи — 34 роки, із них 15 років педагогічного: у Львівському училищі культури та мистецтв — 10 років, у НУ «Львівська політехніка» — 5 років за фахом — викладач документознавства

## Навчальна робота
Керує дипломними роботами випускників, є членом ДЕК. Організовую роботу наукового студентського гуртка з документознавства.
Дисципліни, які викладає:
- Організація референтської та офісної діяльності
- Документознавство
- Документні ресурси

## Наукові інтереси
Проблеми документного потоку довідкових видань.

## Вибрані публікації
- Офіційні документи ОУН передвоєнного періоду: аспекти класифікації // Вісник НУ «Львівська політехніка» Держава та армія / Відп. ред. Л. Є. Дещинський. — № 528. — Львів, 2005. — С.136-144.

- Офіційні документи ОУН воєнного періоду 1939—1945 рр.: (документознавчий аспект) // Вісник НУ «Львівська політехніка» Держава та армія / Відп. ред. Л. Є. Дещинський. — № 541. — Львів, 2005. -С.87-96.

- Державницькі ідеї у військово-історичних працях генерала М. Капустянського // Ефективність державного управління: Зб. наук. праць ЛРІДУНАДУ при призидентові України / За заг. Ред. П. І. Шевчука. —- Львів, 2007. — Вип. 12. — С.212-219.

- Військовий теоретик ОУН — М.Колодзінський // Вісник НУ «Львівська політехніка» Держава та армія / Відп. ред. Л. Є. Дещинський. — № 584. — Львів, 2007. -С.139-145

- Публікації з військових питань в націоналістичній періодиці Буковини та за кордоном України // Вісник НУ «Львівська політехніка» Держава та армія / Відп. ред. Л. Є. Дещинський. — № 5. — Львів, 2010. -С.136-141.

- Документний потік довідкових видань: до постановки проблеми дослідження // Матеріали загальнопольської наукової конференції «Бібліотека, книжка, інформація і інтернет 2010». — Люблін, 2010 р.

- Джерела до вивчення військово-організаційної діяльності ОУН у 1929—1939 рр. // Вісник НУ «Львівська політехніка» Держава та армія / Відп. ред. Л. Є. Дещинський. — № 693. — Львів, 2011. -С.170-175.